# Skrzetusz
Skrzetusz (prononcé en polonais : [ˈskʂɛtuʂ]) est un village polonais de la gmina de Ryczywół dans la powiat d'Oborniki de la voïvodie de Grande-Pologne dans le centre-ouest de la Pologne.
Il se situe à environ 5 kilomètres au nord-ouest de Ryczywół (siège de la gmina), à 21 kilomètres au nord d'Oborniki (siège du powiat), et à 49 kilomètres au nord de Poznań (capitale de la Grande-Pologne).

## Histoire
De 1975 à 1998, le village faisait partie du territoire de la voïvodie de Piła.

Depuis 1999, Skrzetusz est situé dans la voïvodie de Grande-Pologne.